# Thirty Seconds Over Winterland
Thirty Seconds Over Winterland è il secondo album live pubblicato dai Jefferson Airplane, registrato tra agosto e settembre 1972, pubblicato ad aprile dell'anno successivo.

## Tracce
1. Have You Seen the Saucers? (Paul Kantner) – 4:15
2. Feel So Good (Jorma Kaukonen) – 11:10
3. Crown of Creation (Kantner) – 4:05
4. When the Earth Moves Again (Kantner) – 4:05
5. Milk Train (Grace Slick, Papa John Creach, Roger Spotts) – 3:57
6. Trial by Fire (Kaukonen) – 5:00
7. Twilight Double Leader (Kantner) – 5:41

## Formazione
Jefferson Airplane
- Jack Casady – basso
- Paul Kantner – voce, chitarra ritmica
- Jorma Kaukonen – chitarra solista, voce
- Grace Slick – voce
- Papa John Creach – violino elettrico
- John Barbata – batteria, percussioni
- David Freiberg – voce

Crediti
- Jefferson Airplane - produzione, arrangiamenti
- Don Gooch – ingegnere del suono